# 乱世桃花
《乱世桃花》是2000年制作的古装剧，32集。编剧庄宇新，由陈剑波、刚毅导演，于2000年首播。改編自清朝歷史小說《說唐》。

## 演员
- 俞飞鸿—柳絮
- 吴孟达—二蛋
- 谢昀杉—蛋蛋（原型隋恭帝楊侑）
- 吴　京—裴元庆
- 翁家明—李世民
- 鲍国安—李渊
- 林　利—宇文化及
- 周野芒—杨广
- 邵　峰—秦琼
- 连奕名—宇文成都
- 马雅舒—红儿
- 方　超—咸菜
- 郝　洋—桂花
- 张　山—桂花老公
- 齐景斌—刘凤
- 刘赫男—何琳
- 秦　焰—王世充
- 张京海—段达
- 刘长生—孙思邈
- 韩　东—程咬金
- 张　群—王伯当
- 夏和平—徐懋功
- 卓　凡—唐二藏
- 韩童生—王老虎
- 翟小兴—大宝
- 栾汝新—李密

## 外部連結
- 本劇新浪網站 （页面存档备份，存于）
- 豆瓣电影上《乱世桃花》的資料 （简体中文）